# گیالا پری
گیالا پری (به لاتین: Gyala Peri) یک کوه در چین است که در China واقع شده‌است. گیالا پری ۷٬۲۹۴ متر بالاتر از سطح دریا واقع شده‌است.